# ANT-58
ANT-58 (znany również jako Samolot 103) – radziecki samolot bombowy zaprojektowany przez Andrieja Tupolewa w 1941 roku.

## Historia
Tupolew ANT-58 powstał podczas pobytu Andrieja Tupolewa w szaraszce dla konstruktorów lotniczych w Moskwie. Samolot był jedną z bardziej udanych konstrukcji swoich czasów, charakteryzował się znacznym udźwigiem bomb oraz dobrym uzbrojeniem obronnym.
Pomimo iż prototyp spełniał wszystkie założone parametry – prędkość 600 km/h oraz udźwig bomb 3000 kg – samolot nie wszedł do produkcji seryjnej. Zbudowano jedynie prototyp i jeden samolot w wersji szkolno-bojowej, oznaczonej ANT-58U. Później na podstawie tego samolotu Andriej Tupolew opracował samolot bombowy Tu-2.

## Służba
Zbudowany prototyp i wersję szkolno-bojową używano tylko do prób w locie.

## Konstrukcja
Samolot ANT-58 był ciężkim samolotem bombowym o konstrukcji całkowicie metalowej. Wolnonośny średniopłat z podwójnym usterzeniem i chowanym podwoziem. Kadłub półskorupowy. Płat kesonowy, jednodźwigarowy, trójdzielny. Napęd: dwa silniki.